# تركمبور (مهر أنرود)
ترکمبور (بالفارسية: ترکمپور) هي منطقة سكنية تقع في إيران في قسم مهر أنرود المرکزي الريفي. يقدر عدد سكانها بـ 408 نسمة .